# NGC 5691
NGC 5691 (другие обозначения — UGC 9420, MCG 0-37-20, ZWG 19.73, IRAS14353-0011, PGC 52291) — галактика в созвездии Дева.
Этот объект входит в число перечисленных в оригинальной редакции «Нового общего каталога».